# Yolande van Bar
Yolande van Bar (1365-1431) was de oudste dochter van Robert I van Bar en van Maria van Valois. Zij werd in 1384 de tweede echtgenote van Johan van Aragón, die het jaar daarop koning werd.
Yolande en Johan kregen zeven kinderen, van wie alleen Yolande (1384-1442) volwassen werd. Zij trouwde in 1400 met graaf Lodewijk II van Anjou (1377-1417).
De andere zes waren:
Jaime (Jacobus) (1382-1388)
Fernando (Ferdinand) (1389)
Antonia (1391-1392)
Eleonora (1393)
Pedro (Peter) (1394)
Juana (Johanna) (1396)

## Voorouders
| Voorouders van Yolande van Bar | Voorouders van Yolande van Bar                                      | Voorouders van Yolande van Bar                                      | Voorouders van Yolande van Bar                                      | Voorouders van Yolande van Bar                                      | Voorouders van Yolande van Bar                                                | Voorouders van Yolande van Bar                                                | Voorouders van Yolande van Bar                                          | Voorouders van Yolande van Bar                                          |
| ------------------------------ | ------------------------------------------------------------------- | ------------------------------------------------------------------- | ------------------------------------------------------------------- | ------------------------------------------------------------------- | ----------------------------------------------------------------------------- | ----------------------------------------------------------------------------- | ----------------------------------------------------------------------- | ----------------------------------------------------------------------- |
| Overgrootouders                | Edward I van Bar (-1336) ∞1310 Maria van Bourgondië (1298–1336)     | Edward I van Bar (-1336) ∞1310 Maria van Bourgondië (1298–1336)     | Robrecht van Kassel (-1331) ∞ Johanna van Bretagne (1294-1364)      | Robrecht van Kassel (-1331) ∞ Johanna van Bretagne (1294-1364)      | Filips VI van Frankrijk (1293-1350) ∞ 1313 Johanna van Bourgondië (1293-1349) | Filips VI van Frankrijk (1293-1350) ∞ 1313 Johanna van Bourgondië (1293-1349) | Jan de Blinde (1296-1346) ∞ 1310 Elisabeth I van Bohemen (1292-1330)    | Jan de Blinde (1296-1346) ∞ 1310 Elisabeth I van Bohemen (1292-1330)    |
| Grootouders                    | Hendrik IV van Bar (1320-1344) ∞ Yolande van Dampierre (1326-1395)  | Hendrik IV van Bar (1320-1344) ∞ Yolande van Dampierre (1326-1395)  | Hendrik IV van Bar (1320-1344) ∞ Yolande van Dampierre (1326-1395)  | Hendrik IV van Bar (1320-1344) ∞ Yolande van Dampierre (1326-1395)  | Jan II van Frankrijk (1319-1364) ∞ 1332 Bonne van Luxemburg (1315-1349)       | Jan II van Frankrijk (1319-1364) ∞ 1332 Bonne van Luxemburg (1315-1349)       | Jan II van Frankrijk (1319-1364) ∞ 1332 Bonne van Luxemburg (1315-1349) | Jan II van Frankrijk (1319-1364) ∞ 1332 Bonne van Luxemburg (1315-1349) |
| Ouders                         | Robert I van Bar (1344-1411) ∞ 1384 Maria van Frankrijk (1344-1404) | Robert I van Bar (1344-1411) ∞ 1384 Maria van Frankrijk (1344-1404) | Robert I van Bar (1344-1411) ∞ 1384 Maria van Frankrijk (1344-1404) | Robert I van Bar (1344-1411) ∞ 1384 Maria van Frankrijk (1344-1404) | Robert I van Bar (1344-1411) ∞ 1384 Maria van Frankrijk (1344-1404)           | Robert I van Bar (1344-1411) ∞ 1384 Maria van Frankrijk (1344-1404)           | Robert I van Bar (1344-1411) ∞ 1384 Maria van Frankrijk (1344-1404)     | Robert I van Bar (1344-1411) ∞ 1384 Maria van Frankrijk (1344-1404)     |